# 日本民俗建筑学会
日本民俗建筑学会（英語：The Japan Society For Folk Architecture）是一个日本的民俗建筑学学会，致力于为日本民间建筑相关学术文化的提高和普及做出贡献。

## 历史
1950年“民俗建筑会”成立，1957年改为“民俗建筑学会”，1974年改为现在名字，2016年改为一般社团法人。